# Lijst van beelden in Blaricum
Dit is een (onvolledige) chronologische lijst van beelden in Blaricum. Onder een beeld wordt hier verstaan elk driedimensionaal kunstwerk  in de openbare ruimte van de Nederlandse gemeente Blaricum, waarbij beeld wordt gebruikt als verzamelbegrip voor sculpturen, standbeelden, installaties, gedenktekens en overige beeldhouwwerken.
| Geplaatst | Omschrijving                                                                                    | Kunstenaar                     | Straat | Plaats   | Materiaal           | Afbeelding |
| --------- | ----------------------------------------------------------------------------------------------- | ------------------------------ | --- | -------- | ------------------- | ---------- |
| 1948      | Monument voor de gevallenen                                                                     | John Rädecker & Herman Sijmons | Piepersweg/Noolseweg | Blaricum |                     |            |
|           | gevelsteen Inghof                                                                               | Pieter Starreveld              | De Inghof, Eemnesserweg 31a | Blaricum |                     |            |
| 1978      | L' Afghane, aan Blaricum geschonken door ereburger J. van Campen                                | August Suter                   | Kerklaan 16 | Blaricum | brons, natuursteen  |            |
| 1980      | De Steltlopers                                                                                  | Joanika Ring                   | in de hal van villa Nederheem Kerklaan 16                                                                                                 | Blaricum | brons               |            |
| 1980      | Venus en Adonis in liggende houding                                                             | Aart Schonk                    | Het Schaar, Park Bijvanck | Blaricum | marmer              |            |
| 1985      | Erfgooiersboom                                                                                  | Gerardus Lanphen               | Torenlaan/Dorpsstraat | Blaricum |                     |            |
| 1987      | Kudde met 7 schapen                                                                             | Tineke Bot                     | Dorpsstraat 6 | Blaricum |                     |            |
| 2005      | Sculptuur                                                                                       | Kees Schrikker                 | Tergooiziekenhuizen | Blaricum |                     |            |
| 2008      | De Roeper                                                                                       | Carla Kamphuis-Meijer          | Torenlaan, naast NH Kerk | Blaricum | brons               |            |
| 2008      | Schapen                                                                                         | Cees van Swieten               | Oude Naarderweg 2 | Blaricum |                     |            |
|           | Future of the Atomic World                                                                      | Han Hulsbergen                 | Het Schaar (Bijvanck) | Blaricum | beton, polychroom   |            |
|           | BEL kunstwerk met grote B                                                                       | Marc Ruygrok                   | Kerklaan 16 | Blaricum | brons, hardsteen    |            |
|           | Decoratie in glas                                                                               | Han Hulsbergen                 | Kerklaan 16 | Blaricum | beton, glas         |            |
|           | Amorfe vormen                                                                                   | Ans van Haersolte              | Kogge (Oosthout) | Blaricum | beton               |            |
|           | Vorm met gat                                                                                    | Ans van Haersolte              | Ronge, Hengeleer | Blaricum | beton               |            |
|           | Staand figuur                                                                                   | Ans van Haersolte              | Waterkeringpad (Bijvanck) | Blaricum | beton               |            |
|           | Zittend figuur                                                                                  | Ans van Haersolte              | Waterkeringpad (Bijvanck) | Blaricum | beton               |            |
|           | De Windman                                                                                      | Han Hulsbergen                 | villa Nederheem, Torenlaan 50 | Blaricum | steen               |            |
|           | Clown                                                                                           | Han Hulsbergen                 | Kerklaan 16 | Blaricum | beton               |            |
|           | Portret van Paina ten halve lijve met over borst gekruiste armen                                | Kees Schrikker                 | William Singerweg 5, | Blaricum | baksteen, zandsteen |            |
|           | Liggend figuur                                                                                  | Ans van Haersolte              | Woensbergweg, Algemene begraafplaats | Blaricum | beton               |            |
|           | Borstbeeld Ben Huese Ir. Ben F. Huese (1896-1944) was mede-ontwikkelaar van de K1 scheepsmotor. |                                | villa Nederheem, Torenlaan 50 | Blaricum | brons               |            |
|           | Zonder titel (liggend)                                                                          | Han Hulsbergen                 | villa Nederheem, Kerklaan 16 | Blaricum | beton               |            |
|           | Sculptuur van brons                                                                             | onbekend                       | villa Nederheem Torenlaan 50 | Blaricum | brons               |            |
|           | Sculptuur van steen                                                                             |                                | villa Nederheem Torenlaan 50 | Blaricum | steen               |            |
|           | Zonder Titel                                                                                    | Ans van Haersolte              | plein met speelattributen bij het winkelcentrum; aan de Levensboom/Grachtje in de wijk Bijvanck. Bovenaan de paal staan de letters B en H | Blaricum | steen/grint         |            |
|           | Zonder Titel                                                                                    | Ans van Haersolte              | in het parkje bij de Kinderopvang aan de straat Levensboom. in de wijk Bijvanck; tussen wandelpad en het water                            | Blaricum | beton               |            |
|           | Zittend figuur van steen                                                                        | onbekend                       | tussen Bijvanck en Stichtseweg | Blaricum | steen               |            |
|           | Boomstam met gevleugeld object                                                                  | Han Hulsbergen                 | Verbindingsweg, Middenweg | Blaricum | beton               |            |